# Объект 170
Объект 170 — проект советского легкого плавающего ракетного танка, который разрабатывался на Сталинградском тракторном заводе (СТЗ). Серийно не производился.

## История создания
Постановлением Совета Министров СССР от 8 мая 1957 года был определён ряд направлений опытно-конструкторских и научно-исследовательских работ по дальнейшему совершенствованию советской бронетехники. Kонструкторскому бюро СТЗ было поручено проведение комплексных работ по «Теме № 5», которая была связана с созданием лёгкого плавающего танка с ракетным вооружением. Главным конструктором был назначен С. А. Фёдоров. За основу взяли существующий плавающий танк ПТ-76. 19 июня 1958 года, завершились заводские испытания, изготовленного чуть ранее макета. Изделие имело комбинированную сдвоенную установку, для пуска ракет разного калибра. А именно управляемой ракеты «Омар» калибра 140 мм, и не управляемой «Коралл» калибра 100 мм. Боезапас 10 и 15 ракет соответственно. В соответствии с проектом на танке устанавливались стабилизатор вооружения со стабилизированным полем зрения прицела, оптический дальномер с базой 910 мм, прибор ночного видения, систему постановки дымовых завес, фильтр от боевых отравляющих веществ, а также пулемет калибра 7,62 мм.
4 июля 1959 года вышло постановление совета министров СССР, о прекращении работы над танком, в виду возникших объективных сложностей, при создании эффективной системы управления ракетами.